# Czerwony Most (Petersburg)
Czerwony Most (ros. Кра́сный мост, Krasnyj most) – most w Petersburgu przeprawa przez rzekę Mojkę. 
Most ma długość 42 metrów, i szerokość około 16,8 metra. Most zbudowano w latach 1808–1814 jako most żeliwny, według projektu rosyjskiego inż. Williama Heste. W 1953 roku został przebudowany, oryginalną konstrukcję żeliwną zastąpiono wówczas spawanymi stalowymi łukami. Nazwa mostu pochodzi z XIX-wiecznej tradycji kodowania mostów na rzece Mojka kolorami. W taki sposób w Sankt Petersburgu do dziś zachowały się trzy takie mosty: Zielony Most, Niebieski Most, oraz Żółty Most – którego nazwę zmieniono.
Po moście przebiega ulica Gorochowa. 